# تیم ملی والیبال زنان سنگاپور
تیم ملی والیبال زنان سنگاپور (انگلیسی: Singapore women's national volleyball team) تیم ملی والیبال مختص زنان سنگاپوری است که به عنوان نماینده سنگاپور در رقابت‌های رسمی و دوستانه با حریفان به رقابت می‌پردازند.